# Linda Cristal
Linda Cristal, nom de scène de Marta Victoria Moya Peggo Bourgés, est une actrice argentine née le 23 février 1931 à Buenos Aires et morte le 27 juin 2020 à Beverly Hills en Californie.

## Biographie

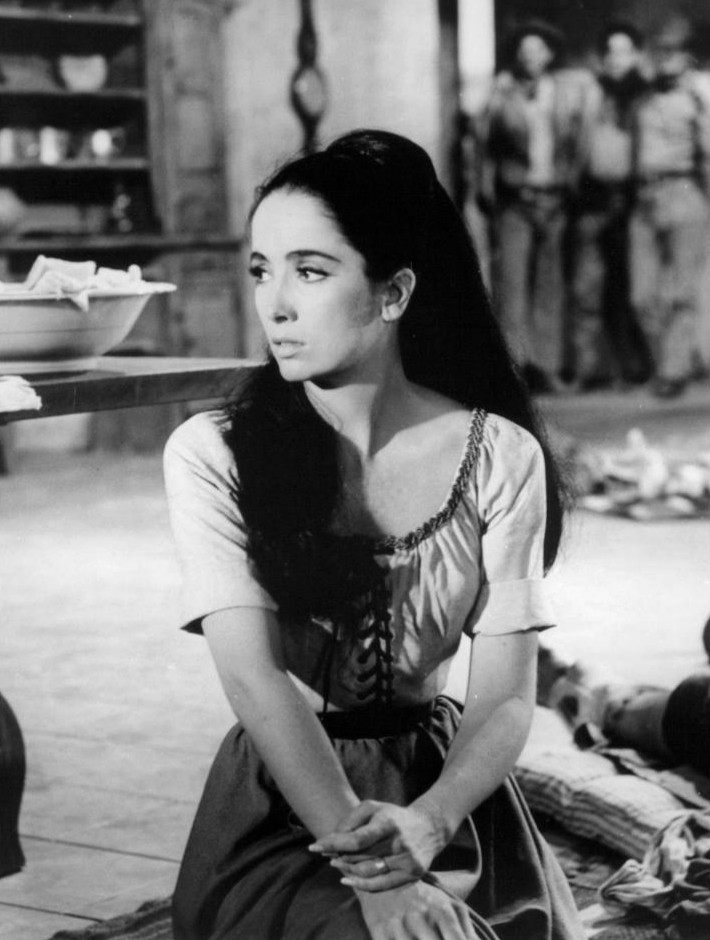
Linda Cristal dans la série télévisée Le Grand Chaparral.

Linda Cristal débute à Hollywood en 1956 dans le film Comanche dirigé par George Sherman.
D'origine chilienne, Linda Cristal est principalement connue pour le rôle de Cléopâtre qu'elle tient en 1960 dans le film Les Légions de Cléopâtre (Le Legioni di Cleopatra) et pour son rôle dans Alamo, aux côtés de John Wayne.  
On la revoit ensuite notamment dans La Princesse du Nil (La donna dei Faraoni, 1960) de Victor Tourjanski, puis dans Mr. Majestyk en 1974.

### Vie privée
Linda Cristal se marie en 1950, mais son mariage est annulé après cinq jours. Le 24 avril 1958 à Pomona (Californie), elle épouse Robert Champion, un homme d'affaires dont elle divorce le 9 décembre 1959. En 1960, elle se remarie avec Yale Wexler, un ancien acteur qui travaille dans l’immobilier dont elle divorce en décembre 1966.

## Filmographie

### Cinéma
- 1952 : Désir interdit (Cuando levanta la niebla) : Amiga de Silva
- 1953 : Fruto prohibido : Julia
- 1953 : El Lunar de la familia : Rosita
- 1953 : La Bestia magnifica (Lucha libre)
- 1953 : Genio y figura : Rosita
- 1954 : Con el diablo en el cuerpo
- 1955 : El 7 leguas : Blanca
- 1955 : La Venganza del Diablo
- 1956 : Comanche de George Sherman : Margarita
- 1956 : Enemigos : Chabela
- 1957 : El Diablo desaparece : Laura
- 1958 : Duel dans la Sierra (The Last of the Fast Guns) : Maria O'Reilly
- 1958 : Le Tueur au visage d'ange (The Fiend Who Walked the West) de Gordon Douglas : Ellen Hardy
- 1958 : Vacances à Paris (The Perfect furlough) : Sandra Roca, the Argentine Bombshell
- 1959 : Siete pecados : Irene
- 1959 : La Fin d'un voyou (Cry Tough) : Santa
- 1960 : Les Légions de Cléopâtre (Le Legioni di Cleopatra) : Cléopâtre
- 1960 : Alamo (The Alamo) de John Wayne : Graciela Carmela Maria 'Flaca' de Lopez y Vejar
- 1960 : La Princesse du Nil (La Donna dei faraoni) : Akis
- 1961 : Les Deux Cavaliers (Two Rode Together) : Elena de la Madriaga
- 1964 : Les Canons de San Antiogo (Le verdi bandiere di Allah) : Olivia
- 1968 : Panic in the City : Dr Paula Stevens
- 1974 : Mr. Majestyk (Mr. Majestyk) : Nancy Chavez
- 1977 : Love and the Midnight Auto Supply : Annie

### Télévision
- 1959 : Rawhide (série télévisée) (série TV) : Louise
- 1961 : The Tab Hunter Show (série TV) : Gitana
- 1964 : Voyage au fond des mers (Voyage to the Bottom of the Sea) (série TV) : Melina Gounaris
- 1966 : T.H.E. Cat (série TV) : Serafina
- 1967 : Le Cheval de fer (Iron Horse) (série TV) : Angela Teran
- 1967-1971 : Le Grand Chaparral (série télévisée) (The High Chaparral) (série TV) : Victoria Cannon
- 1971 : Sam Cade (Cade's County) (série TV) : Celsa Dobbs
- 1971 : Bonanza (série TV) : Teresa
- 1972 : Call Holme (téléfilm) : Phadera Hayes
- 1972 : Search (série TV) : Antonia Bravo
- 1974 : Police Story (série TV) : Estrella Rodriguez
- 1974 : El chofer (série TV) : Julia
- 1975 : The Dead Don't Die (téléfilm) : Vera LaValle
- 1979 : Barnaby Jones (série TV) : Patricia Simmons
- 1980 : Condominium (série TV) : Carlotta Churchbridge
- 1981 : La croisière s'amuse (The Love Boat) (série TV) : Evita Monteverde
- 1981 : L'Île fantastique (Fantasy Island) (série TV) : Consuelo lopez
- 1985 : Rossé (série TV) : Victoria Wilson
- 1988 : Hôpital central (General Hospital) (série TV) : Dimitra Antonelli